# خیرآباد ناصر
خیرآباد ناصر، روستایی از توابع بخش مرکزی شهرستان گچساران در استان کهگیلویه و بویراحمد ایران است.

## جمعیت
این روستا در دهستان خیرآباد (گچساران) قرار دارد و براساس سرشماری مرکز آمار ایران در سال ۱۳۸۵، جمعیت آن 296 نفر شامل (54 خانوار) بوده‌است.